# Ceroplastes ajmerensis
Ceroplastes ajmerensis  (лат.) — вид полужесткокрылых насекомых-кокцид рода Ceroplastes из семейства ложнощитовки (Coccidae).

## Распространение
Азия: Индия.

## Описание
Питаются соками таких растений, как Fabaceae: Cassia fistulata; Myrtaceae: Psidium guajava; Rutaceae: Citrus;
.
Таксон Ceroplastes ajmerensis включён в состав рода Ceroplastes Gray, 1828 (триба Ceroplastini) вместе с видами Ceroplastes albolineatus, Ceroplastes toddaliae, Ceroplastes uapacae, Ceroplastes alamensis, Ceroplastes argentinus, Ceroplastes royenae, и другими.